# 東神吉町
東神吉町（ひがしかんきちょう）は、兵庫県加古川市の地域である。本項ではかつて同地域に所在した東神吉村（ひがしかんきむら）についても述べる。

## 概要
東神吉町は、加古川の右岸に位置する。大字に、東神吉町升田、東神吉町出河原、東神吉町西井ノ口、東神吉町砂部（いさべ）、東神吉町神吉、東神吉町天下原（あまがはら）がある。「神吉」（かんき）という地名の由来は、崖や川岸のことをいう「ガンギ」を清音で呼んだものであり、加古川の本流の主流が升田山の下を西へ曲がって流れていた昔の状態では、現在の東神吉町神吉のあたりは崖であり川岸であったので「カンキ村」と言った。

## 歴史

### 年表
- 1889年（明治22年）4月1日 - 町村制施行により印南郡神吉村・天下原村・升田村・升田新村・砂部村・西井ノ口村が合併して印南郡東神吉村が発足[2]。
- 1906年（明治39年）4月1日 - 大字の升田新村が出河原に改称される[2]。
- 1915年（大正4年） - 播磨水力電気による送電が開始される[2]。
- 1956年（昭和31年）9月30日 - 印南郡東神吉村・西神吉村・米田町（平津・船頭）とともに加古川市へ編入[2]。

## 経済
農業
『大日本篤農家名鑑』によれば東神吉村の篤農家は、「神吉亀太郎、伊藤貞太郎、金川右左次、大久保眞二郎」などである。

## 交通
バス
神姫バス
道路
加古川バイパス
兵庫県道43号高砂北条線
兵庫県道79号高砂加古川加西線
兵庫県道387号平荘魚橋線
兵庫県道390号神吉船頭線

## 教育
幼稚園
加古川市立東神吉幼稚園
小学校
加古川市立東神吉小学校
加古川市立東神吉南小学校
中学校
加古川市立神吉中学校
高等学校
兵庫県立東播工業高等学校

## 史跡
- 神吉城跡 - 現、常楽寺

## 郵便局
- 加古川升田簡易郵便局
- 加古川東神吉郵便局

## 公共施設
- 加古川市中央消防署西分署
- 加古川市立ウェルネスパーク

## 登録文化財
当町にある登録文化財は以下の通り
国登録文化財
- 常楽寺 - 2007年（平成19年）7月31日登録

兵庫県指定文化財
- 本岡家住宅 - 1969年（昭和44年）3月25日指定
- 阿弥陀三尊来迎図 - 2000年（平成12年）5月2日指定

加古川市指定文化財
- 薬師十二神将図 - 1990年（平成2年）10月11日指定

## 寺社
寺院
- 常楽寺 - 浄土宗西山派の寺院。山号、法性山。本尊、阿弥陀如来。1333年（正慶2年）2月開基。
- 真宗寺 - 真宗大谷派の寺院。山号、白雪山。本尊、阿弥陀如来。1615年（元和元年）6月開基。
- 明円寺 - 真宗大谷派の寺院。山号、龍音山。本尊、阿弥陀如来。1691年10月（元禄４年閏8月）開基。
- 妙願寺 - 浄土真宗本願寺派の寺院。山号、音谷山。本尊、阿弥陀如来。1516年8月15日（永正13年７月16日）開基。
- 源通寺 - 真宗大谷派の寺院。山号、松林山。本尊、阿弥陀如来。1684年4月（貞享元年３月）開基。

神社
- 天満神社- 祭神は菅原道真
- 盆気神社- 村社。祭神は泥土煮命